# アン・ミラー
アン・ミラー（Ann Miller、1923年4月12日 - 2004年1月22日）はアメリカの映画女優。主として1930年代から1950年代にかけてのミュージカル映画で活躍した。

## 生涯
テキサス州出身。父親は弁護士。幼くしてボードヴィルなどでダンサーとして活動し、高校卒業後、ナイトクラブに出演。
RKOからスカウトされて映画入りし、『新人豪華版』（1937年）などで本格デビューした。その後『ステージ・ドア』（1937年）などにも出演した。
1948年、『イースター・パレード』出演のためMGM社に転じ、7年契約を交わしたが、同作で準主役としてフレッド・アステアと踊った。『踊る大紐育』（1949年）、『キス・ミー・ケイト』（1953年）、『我が心に君深く』『艦隊は踊る』（1954年）など当時黄金期のMGM作品で活躍するが、同社が得意としていた舞台裏ミュージカルが下火になるにつれて舞台に軸足を移し、後年はブロードウェイで活動した。
2001年の『マルホランド・ドライブ』が、二十数年ぶり、かつ最後の映画出演となった。
2004年、肺癌のため死去。
三度の離婚を経験している。タップダンスを得意としていた。

## 出演映画
| 年   | 題                                                              | 役                                     | 特記                      |
| ---- | --------------------------------------------------------------- | -------------------------------------- | ------------------------- |
| 1934 | 紅雀（赤毛のアン） Anne of Green Gables                         | 女学生                                 | クレジット無し            |
| 1935 | お人好しの仙女 The Good Fairy                                   | 孤児院の女学生                         | クレジット無し            |
| 1936 | デビル・オン・ホースバック The Devil on Horseback               | ダンサー                               | クレジット無し            |
| 1937 | 新人豪華版 New Faces of 1937                                    | 本人、ダンスでの特別出演               |                           |
| 1937 | 靴を脱いだ女 The Life of the Party                              | ベティ                                 |                           |
| 1937 | ステージ・ドア Stage Door                                       | アニー                                 |                           |
| 1938 | ラジオシティ・レヴェルズ Radio City Revels                      | ビリー・ショー                         |                           |
| 1938 | 処女読本 Having Wonderful Time                                  | キャンプ客                             | クレジット無し            |
| 1938 | 我が家の楽園 You Can't Take It with You                         | エッシー・カーマイケル                 |                           |
| 1938 | ルーム・サーヴィス Room Service                                 | ヒルダ・マニー                         |                           |
| 1938 | ターニッシュド・エンジェル Tarnished Angel                      | ヴァイオレット・マクマスター           |                           |
| 1940 | 女学生の恋 Too Many Girls                                       | ピープ                                 |                           |
| 1940 | ヒット・パレード1941 Hit Parade of 1941                         | アナベル・ポッター                     |                           |
| 1940 | メロディ・レンチ Melody Ranch                                   | ジュリー・シェルトン                   |                           |
| 1941 | タイム・アウト・フォー・リズム Time Out for Rhythm              | キティ・ブラウン                       |                           |
| 1941 | ゴー・ウエスト、ヤング・レディ Go West, Young Lady              | ローラ                                 |                           |
| 1942 | 綱渡りディジーの災難 True to the Army                           | ヴィッキー・マーロウ                   |                           |
| 1942 | プライオリティズ・オン・パレード Priorities on Parade           | ドナ・ダーシー                         |                           |
| 1943 | Reveille with Beverly                                           | ビバリー・ロス                         |                           |
| 1943 | What's Buzzin', Cousin?                                         | アン・クロフォード                     |                           |
| 1944 | ヘイ、ルーキー Hey, Rookie                                      | ウィニー・クラーク                     |                           |
| 1944 | セイラーズ・ホリデー Sailor's Holiday                           | 本人                                   |                           |
| 1944 | ジャム・セッション Jam Session                                  | テリー・バクスター                     |                           |
| 1944 | カロライナ・ブルース Carolina Blues                             | ジュリー・カーヴァー                   |                           |
| 1945 | イーディ・ワズ・ア・レディ Eadie Was a Lady                     | イーディ・アレン、エディシア・アルデン |                           |
| 1945 | イヴ・ニュウ・ハー・アップルズ Eve Knew Her Apples              | イヴ・ポーター                         |                           |
| 1946 | 恋のブラジル The Thrill of Brazil                               | リンダ・ロレンス                       | 別題: Dancing Down to Rio |
| 1948 | イースター・パレード Easter Parade                              | ナディーン・ヘイル                     |                           |
| 1948 | The Kissing Bandit                                              | フィエスタのスペシャル・ダンサー       |                           |
| 1949 | 踊る大紐育 On the Town                                          | クレア・ハドソン                       |                           |
| 1950 | ウォッチ・ザ・バーディ Watch the Birdie                         | ミス・ラッキー・ヴィスタ               |                           |
| 1951 | テキサス・カーニバル Texas Carnival                             | サンシャイン・ジャクソン               |                           |
| 1951 | ブロードウェイへの2枚の切符 Two Tickets to Broadway             | ジョイス・キャンベル                   |                           |
| 1952 | ラブリー・トゥ・ルック・アット Lovely to Look At                | バブルス・キャシディ                   |                           |
| 1953 | スモール・タウン・ガール Small Town Girl                        | リサ・ベルモント                       |                           |
| 1953 | キス・ミー・ケイト Kiss Me Kate                                 | ルイ・レーン・ビアンカ                 |                           |
| 1954 | 我が心に君深く Deep in My Heart                                 | 'Artists and Models'のパフォーマー     |                           |
| 1955 | 艦隊は踊る Hit the Deck                                         | ジンジャー                             |                           |
| 1956 | The Opposite Sex                                                | グロリア                               |                           |
| 1956 | グレート・アメリカン・パスタイム The Great American Pastime     | ミセス・ドリス・パターソン             |                           |
| 1976 | 名犬ウォン・トン・トン Won Ton Ton, the Dog Who Saved Hollywood | President's Girl 2                     |                           |
| 2001 | マルホランド・ドライブ Mulholland Drive                         | ココ（ミセス・ルノワ）／ココ           | 最後の映画出演            |